# Há um Deus no Céu
Há um Deus no Céu é o sétimo trabalho da cantora Raquel Mello, lançado no dia 15 de março de 2014 pela gravadora Central Gospel Music.
O álbum  é comemorativo aos 25 anos de carreira da cantora e inicialmente, se chamaria “Pra Você Vencer”, que é um dos singles do disco e traz a participação especial de crianças.
Produzido por Wagner Carvalho, “Há um Deus no Céu” possui músicas de diversos compositores, incluindo a própria Raquel Mello. Dentre as canções, há algumas regravações e medleys.
A arte da capa foi desenvolvida pelo designer David Cerqueira (Agência Excellence) que contou com a parceria do fotógrafo Nelson Faria, que já fotografou artistas como Ana Carolina, Seu Jorge, Los Hermanos, Gal Costa, Ivan Lins, Raphael Bittencourt, Verônica Sacer e Michelle Nascimento e conta com a regravação de várias músicas da Harpa Cristã juntamente com a música internacional "Oh! Happy Day, cantada por Edwin Hawkins e a Regravação de "Descansarei" que é uma versão brasileira da música "Still" da banda Hillsong United.

## Faixas
1. Há Um Deus no Céu (Rafael Fonseca e Rodney Fonseca)
2. Vou Te Adorar (Anderson Peres)
3. Sara de Uma Vez (Marcelo Manhãs)
4. Medley: Celebração (Segura na Mão de Deus / Chuva de Bençãos / Oh! Happy Day) (Nelson Monteiro da Motta / Elisa Rivers, Versão: Eduardo Silva / Phillip Doddridge e Edwin Hawkins)
5. Tá Decidido (Amaury Bertoque)
6. Tenha Fé (Raquel Mello)
7. Uma Chance (Rodney Santos e Indinho)
8. Para Você Vencer (Rodney Santos e Indinho)
9. Quando Você Louvar (Tony Ricardo)
10. Se eu Clamar (Aline Santos, Gilson Rodrigues e Junior Amaral)
11. Descansarei (Still) (Reuben Morgan - Hillsong, Versão: Eloir de Paula)
12. Eterno é o Amor (Wagner Carvalho e Bruno Peres)